# Liesse-Notre-Dame
Liesse-Notre-Dame ist eine französische Kleinstadt mit 1.700 Einwohnern (Stand: 1. Januar 2022) im Département Aisne in der Region Hauts-de-France; sie gehört zum Arrondissement Laon und zum Kanton Villeneuve-sur-Aisne.

## Geografie
Die Kleinstadt Liesse-Notre-Dame liegt an der kanalisierten Souche, sowie ihrem Nebenfluss Buze, etwa 13 Kilometer ostnordöstlich von Laon. Nachbargemeinden von Liesse-Notre-Dame sind Pierrepont im Nordwesten und Norden, Mâchecourt im Nordosten, Chivres-en-Laonnois im Nordosten und Osten, Marchais im Süden, Gizy im Westen sowie Missy-lès-Pierrepont im Nordwesten.

## Geschichte
Seit dem späten Mittelalter war die Basilika Notre-Dame Ziel von Marienwallfahrten, an denen seit Karl VI. auch französische Könige teilnahmen, darunter Ludwig XI. und Franz I. 1528 und 1538.

### Bevölkerungsentwicklung
| Jahr                       | 1962 | 1968 | 1975 | 1982 | 1990 | 1999 | 2006 | 2015 | 2022 |
| Einwohner                  | 1316 | 1396 | 1326 | 1464 | 1395 | 1327 | 1202 | 1297 | 1265 |
| Quellen: Cassini und INSEE |      |      |      |      |      |      |      |      |      |

## Sehenswürdigkeiten
- Basilika Notre-Dame, 1134 im gotischen Stil errichtet, Monument historique
- Pfarrhaus, Monument historique
- Torfbahn

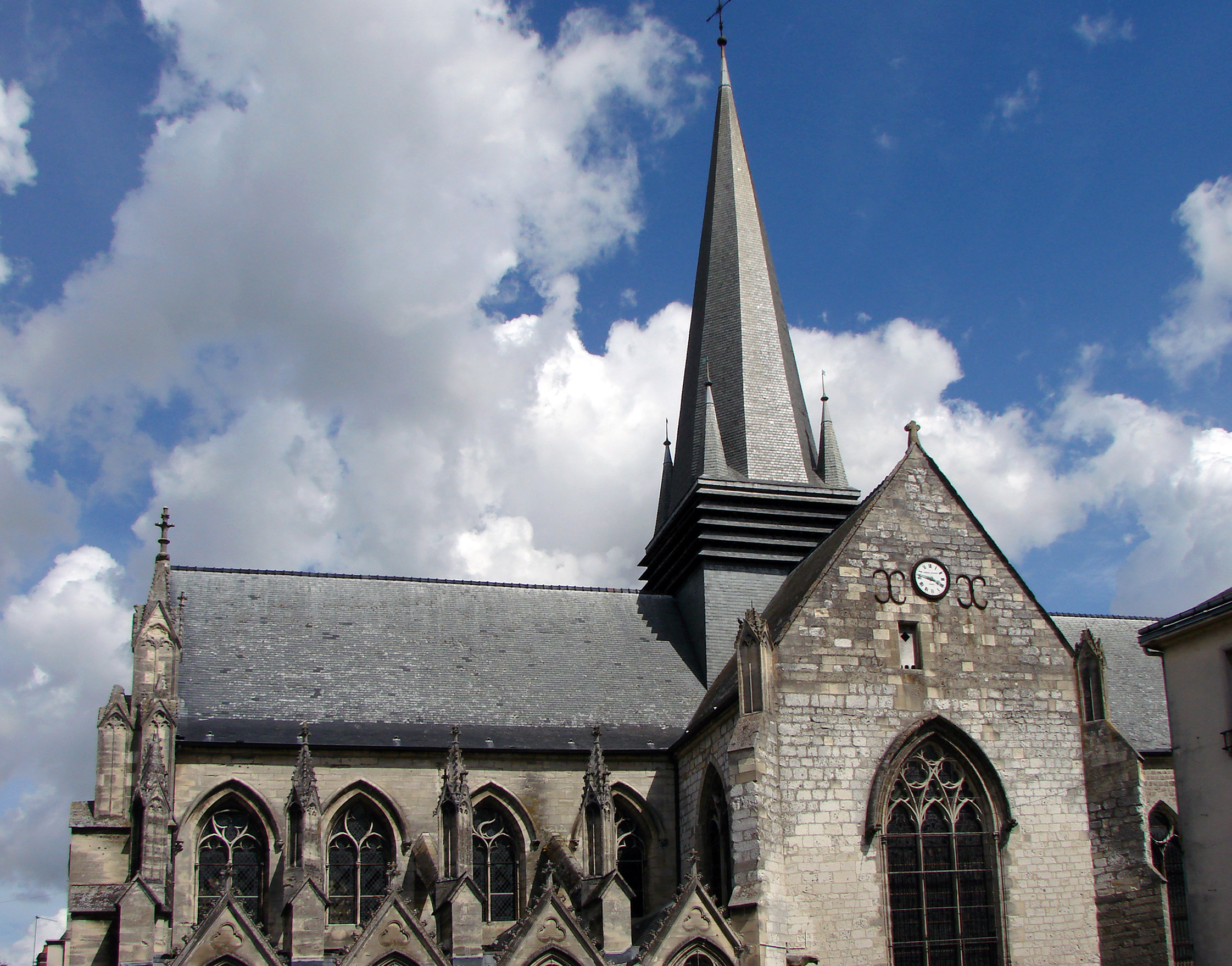
Basilika Notre-Dame
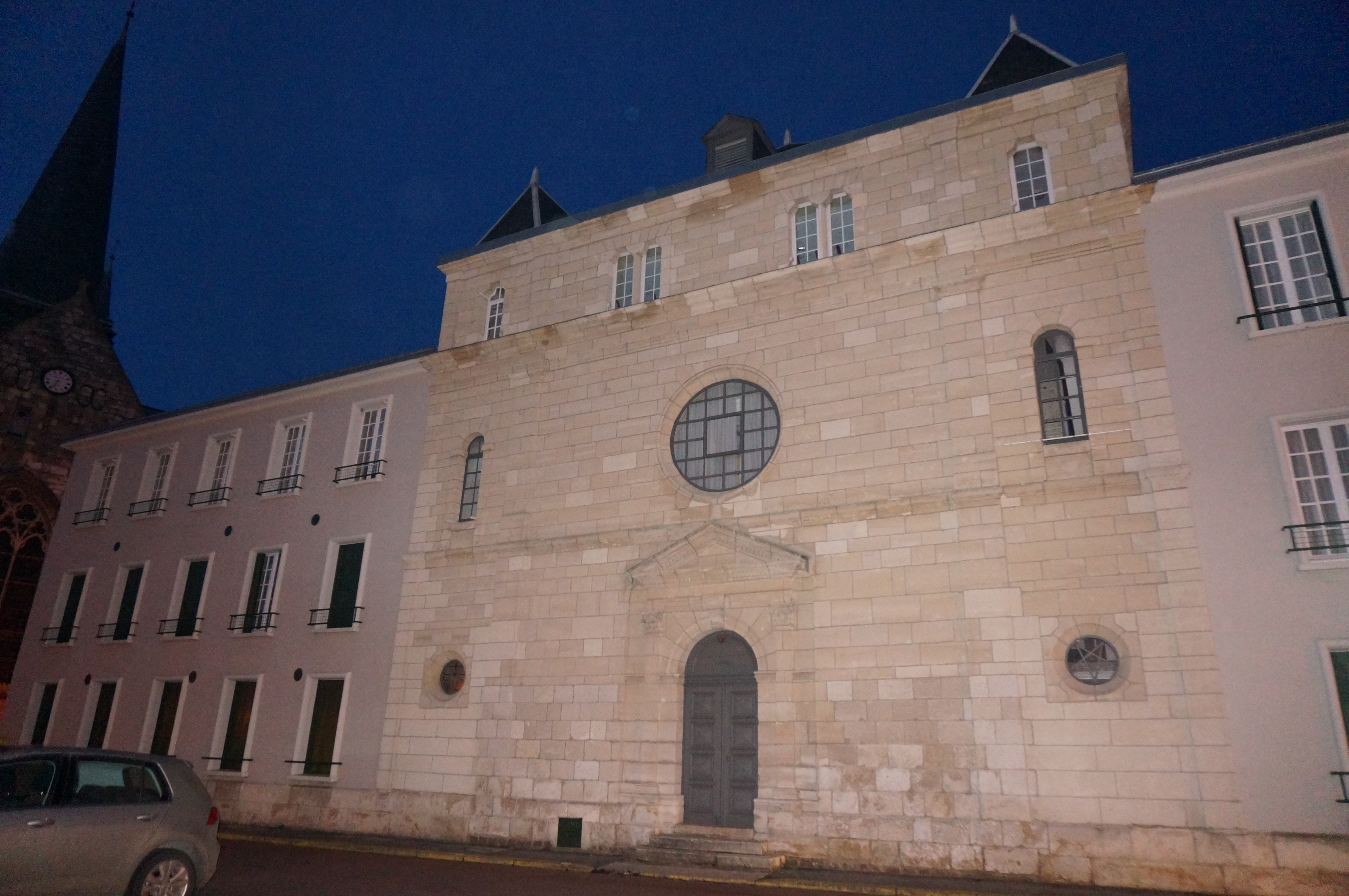
Priesterseminar

## Persönlichkeiten
- Émile Duployé (1833–1912), Geistlicher und Pädagoge